# Artemis Fowl (film)
Pour les articles homonymes, voir Artémis (homonymie).
Pour plus de détails, voir Fiche technique et Distribution.
Artemis Fowl est un film américain réalisé par Kenneth Branagh et sorti en 2020 sur le service Disney+. Il s'agit d'une adaptation cinématographique de la série de romans du même nom de l'écrivain irlandais Eoin Colfer.

## Synopsis
La vie du jeune Artemis Fowl Jr., génie âgé d'à peine 12 ans, bascule le jour où son père Artemis Fowl Sr. est enlevé par une Fée renégate du nom d'Opale Koboï. Celle-ci lui propose d'échanger la vie de son père contre un artéfact appelé "Aculos". C'est alors qu'Artemis découvre que les créatures des contes de fée celtiques existent bel et bien et que les membres de sa lignée sont des génies du crime. Afin de sauver son père, Artemis monte un plan hautement sophistiqué, qui commence par la capture d'une Fée — en l'occurrence, la Capitaine Holly Short — afin de forcer le Commandant Root, cheffe des F.A.R.F.A.DET (Forces Armées de Régulation et Fées Aériennes de DETection) et le voleur nain Mulch Diggums à lui amener l'artéfact en question. Mais Opale avance également ses pions.

## Fiche technique
Sauf indication contraire, les informations mentionnées dans cette section peuvent être confirmées par la base de données cinématographiques IMDb,  présente dans la section « Liens externes ».
- Titre original et français : Artemis Fowl
- Réalisation : Kenneth Branagh
- Scénario : Michael Goldenberg, Adam Kline et Conor McPherson, d'après le roman Artemis Fowl d'Eoin Colfer
- Musique : Patrick Doyle
- Décors : Jim Clay
- Costumes : Sammy Sheldon
- Photographie : Haris Zambarloukos
- Montage : Martin Walsh
- Production : Kenneth Branagh et Judy Hofflund

Producteurs délégués : Robert De Niro, Matthew Jenkins, Angus More Gordon et Jane Rosenthal
Producteur associé : William Moseley
- Sociétés de production : Tribeca Productions et Walt Disney Pictures
- Sociétés de distribution : Walt Disney Studios Distribution
- Budget : n/a
- Pays de production :  États-Unis
- Langue originale : anglais
- Format : couleur
- Genre : fantastique, science fantasy, aventure
- Durée : 95 minutes
- Date de sortie [2] :
  - Monde : 12 juin 2020 (sur Disney+)

## Distribution
- Ferdia Shaw (VF : Tom Trouffier) : Artemis Fowl
- Lara McDonnell (VF : Léopoldine Serre) : le capitaine Holly Short
- Josh Gad (VF : Christophe Lemoine) : Mulch Diggums
- Tamara Smart (VF : Lisa Caruso) : Juliet Butler
- Nonso Anozie (VF : Daniel Lobé) : Domovoi Butler
- Colin Farrell (VF : Boris Rehlinger) : Artemis Fowl Senior
- Judi Dench (VF : Annie Sinigalia) : la commandante Root
- Hong Chau (VF : Yann Guillemot) : Opal Koboi
- Miranda Raison : Angeline Fowl
- Nikesh Patel (VF : Juan Llorca) : Foaly
- Joshua McGuire (VF : Antoine Schoumsky) : commandant Briar Cudgeon
- Simone Kirby : Mme Byrne
- Gerard Horan (VF : François Dunoyer) : Dr Po
- Adrian Scarborough (VF : Michael Aragones) : le chef des Goblins
- Conor MacNeill : le lieutenant des Goblins
- Amber Elizabeth : l'officier des Goblins
- Laurence Kinlan : Beachwood Short

## Production

### Genèse et développement
En 2001, une adaptation de la série de romans Artemis Fowl d'Eoin Colfer est évoquée. La société Miramax Films obtient les droits pour en faire un film alors que Lawrence Guterman est choisi comme réalisateur. En 2003, Eoin Colfer révèle qu'un script a été finalisé que le casting va débuter. Le projet ne se concrétise finalement pas, jusqu'en 2011 quand Jim Sheridan montre son intérêt pour le mettre en scène,.
En juillet 2013, Walt Disney Pictures annonce que le film s'inspirera des deux premiers romans, Artemis Fowl (2001) et Mission polaire (2002) et qu'il s'agit d'une production de Disney et The Weinstein Company, avec un scénario de Michael Goldenberg. Robert De Niro et Jane Rosenthal produisent également le film, via leur société Tribeca Productions.
En septembre 2015, Variety rapporte que Kenneth Branagh a été engagé comme réalisateur par Disney, alors que l'Irlandais Conor McPherson participe à l'écriture. Judy Hofflund rejoint quant à elle le film comme productrice. L'auteur des romans Eoin Colfer confirme en interview qu'il a rencontré Kenneth Branagh plusieurs fois avant cette annonce,.
En septembre 2017, Disney annonce que le film sortira le 9 août 2019. Un mois plus tard, Disney retire immédiatement le producteur Harvey Weinstein du film à la suite des accusations de harcèlements et d'agressions sexuelles.
En mai 2019, sa sortie est officiellement repoussée au 29 mai 2020 aux États-Unis. Néanmoins, en avril 2020, à la suite de la pandémie de Covid-19 qui a entrainé un report de nombreuses sorties pour les studios américain, Disney annonce que le film sera finalement distribué sur le service Disney+ dans le courant de l'année.
Le 17 avril 2020, Disney annonce la sortie du film en exclusivité sur son service de SVOD Disney+ le 12 juin 2020.

### Attribution des rôles
En 2013, l'auteur Eoin Colfer évoque son souhait d'avoir des acteurs irlandais. Il aimerait ainsi avoir Saoirse Ronan pour incarner Holly.
En septembre 2017, il est annoncé que Judi Dench est en négociations pour un rôle non spécifié.
En décembre 2017, il est annoncé que le jeune Irlandais Ferdia Shaw a été choisi pour incarner Artemis Fowl, alors que le rôle de Judi Dench est révélé (Commandant Root). Josh Gad est quant à lui Mulch Diggums, Lara McDonnell est Holly Short alors que Nonso Anozie campe Butler.

### Tournage
Le tournage a eu lieu en 2018, en Angleterre, Irlande du Nord, Hô-Chi-Minh-Ville et à Taipei,.

## Sortie et accueil

### Dates de sortie
Le film devait initialement sortir en salles aux États-Unis le 9 aout 2019. En mai 2019, il est annoncé que la sortie aura lieu en mai 2020. En avril 2020, à la suite de la pandémie de Covid-19, il est annoncé que le film ne sortira finalement pas en salles mais sera publié sur la plateforme Disney+ le 12 juin 2020.

### Accueil critique
Le film reçoit dans l'ensemble des retours négatifs.
En France, le site Allociné recense une moyenne des critiques presse de 1,8⁄5.
Pour le Journal du Geek Artemis Fowl n'est pas à la hauteur des espérances des fans de la saga littéraire « ce qui s’annonçait comme une aventure fantastique réjouissante, tourne à la surenchère d’action. Le rythme effréné de l’intrigue donne le tournis et rien ne semble pouvoir sauver ce naufrage. ».
Pour Écran Large cette réalisation ne fait pas justice à l’œuvre littéraire « Avec tant d'oreilles pointues, d'effets spéciaux dégueulasses, et de personnages qui donnent envie de leur casser les tibias, "Artemis Fowl" aurait pu être un ridicule plaisir. Mais comme le film se résume à une chasse à la boîte magique et trois scènes d'action, et ressemble au pilote d'une série, il n'y a que le ridicule, sans le plaisir. ».
La communauté cinéphile francophone SensCritique lui attribue une note moyenne de 3,4 / 10, basée sur plus de 1 100 retours.

## Distinction
- St. Louis Film Critics Association (2021) : nomination pire film de l'année